# Baza namiotowa Muszyna-Złockie
Baza namiotowa Muszyna-Złockie – studencka baza namiotowa we wschodniej części Beskidu Sądeckiego (w paśmie Jaworzyny Krynickiej) nad wsią Złockie w pobliżu Muszyny (w tej chwili Złockie administracyjnie należy do Muszyny). 
Prowadzeniem bazy zajmują się ludzie związani ze Studenckim Kołem Przewodników Beskidzkich w Łodzi i czynna jest tylko w sezonie wakacyjnym (lipiec-sierpień).
Baza oferuje noclegi w namiotach bazowych jak i miejsce pod rozbicie własnego namiotu. 

## Szlaki turystyczne
Na bazę prowadzi   żółty szlak turystyczny zwany "szlakiem Sadzonego Jaja". Szlak wiedzie z Muszyny, poprzez szczyt Koziejówki do bazy namiotowej i dalej do Złockiego.

## Śpiewanki
W sierpniu na bazie odbywa się Tematyczny Festiwal Muzyczny zwany potocznie Śpiewankami.
Pierwsze Śpiewanki odbyły się w 2001 roku. Cechą charakterystyczną festiwalu jest ustalanie przez organizatorów tematu przewodniego - od wykonawców oczekuje się przedstawienia utworów powiązanych z wybranym tematem. Na pierwszych Śpiewankach były to "pociągi", na kolejnych "bary", "lala", "droga" czy w 2008 "dom w górach". Wykonawcom jury poza nagrodami i wyróżnieniami przyznaje nominacje na festiwal YAPA (nominowany zespół występuje nie musi przechodzić eliminacji).
W Śpiewankach wzięli udział m.in. Zgórmysyny z Córką, Dom o Zielonych Progach, Pelton, U Pana Boga za Piecem, Wyspy Dobrej Nadziei, Olek Grotowski, Bez Jacka, Mikroklimat, Słodki Całus Od Buby, Tomek Jarmużewski.